# Bárcenas B-01

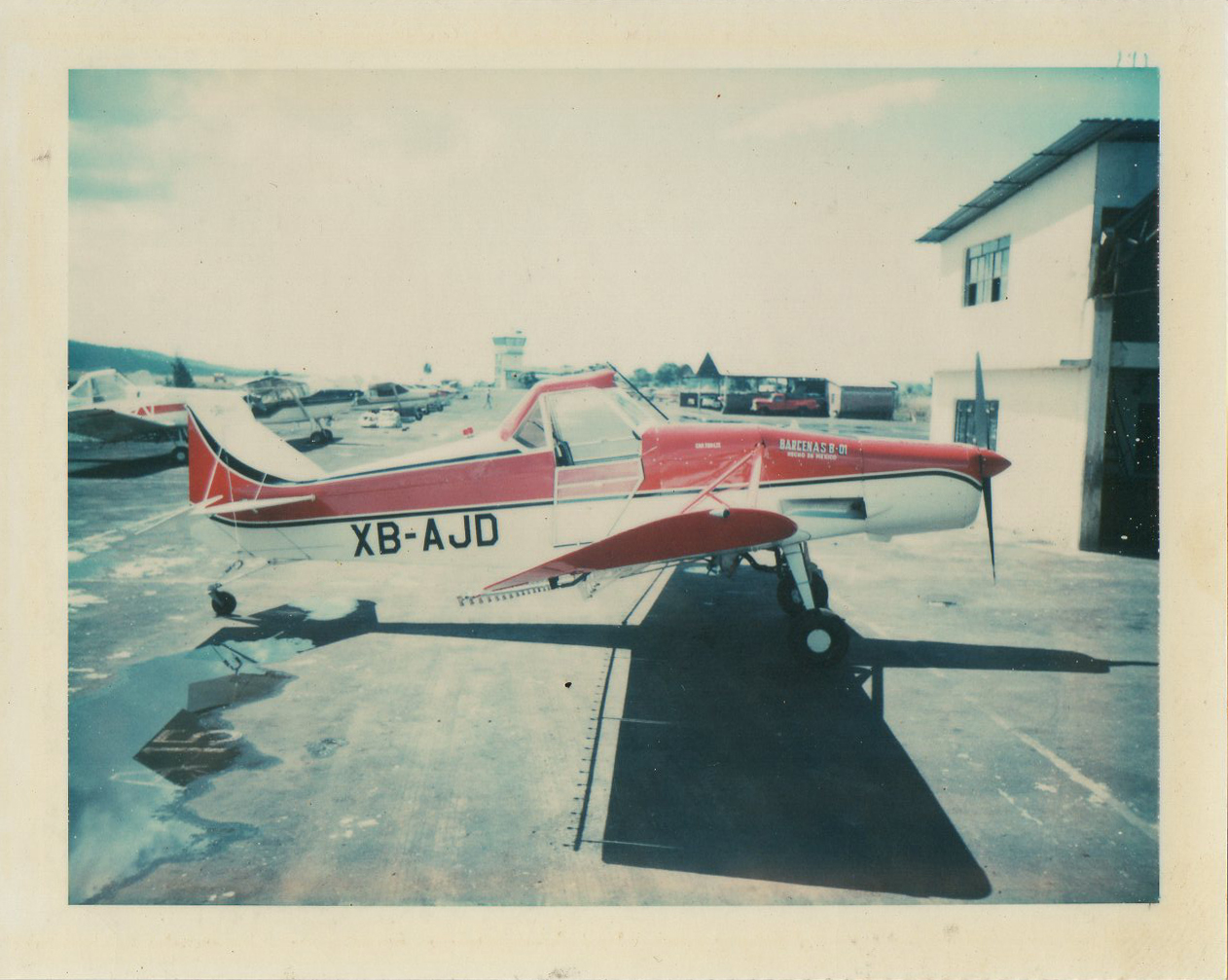
Bárcenas B-01 (XB-AJD)

El Bárcenas B-01 es un avión fumigador monoplano de ala baja construido por Aeroservicio Bárcenas S.A.

## Desarrollo
Aeroservicio Bárcenas comenzó a operar como talleres de reparación y mantenimiento de aeronaves en el Aeropuerto de Uruapan a principios de los 60, posteriormente, a principios de los 70 comenzaron a diseñar y desarrollar una aeronave agrícola cuyo primer vuelo fue hecho el 8 de junio de 1973 y fue certificado por la DGAC el 30 de noviembre del mismo año. La aeronave contaba con un perfil alar denominado “Perfil Bárcenas”, que le permitían mejor sustentación y control que sus competidores en esa época, el diseño de ese perfil alar fue utilizado posteriormente por el Instituto Politécnico Nacional y la Armada de México en el diseño y montaje del avión Tonatiuh MX-1, que era utilizado por la Aviación Naval Mexicana como avión de observación y reconocimiento.
En diciembre de 1978, la Dirección General de Aeronáutica Civil publicó los resultados de un estudio titulado Aeronaves Agrícolas y su Construcción, en el que intervinieron el Colegio de Ingenieros Mexicanos en Aeronáutica, la Federación de Pilotos y Propietarios de Aviones Agrícolas de la República Mexicana A. C.; Nacional Financiera S. A., la Dirección General de Industrias Básicas Paraestatales de la Secretaría de Patrimonio y Fomento Industrial y la propia DGAC. En este trabajo se analizaron y compararon las características de las siguientes aeronaves, entonces disponibles en el mercado para uso agrícola: Tauro 300, Quail A-9-B, Bárcenas B-01, Piper Pawnee 235 D, Piper Pawnee 260D, Piper Bravo, Cessna Agwagon, Cessna AGtruck, Weatherly 201C, Grumman Agcat 164B, Grumman Agcat 164C, Embrear Ipanema 201B, Trush Commander 600 y Trush Commander 800. Se tuvieron en cuenta los costes de adquisición, los costos de operación, la vida útil, las facilidades de mantenimiento, el rendimiento, la versatilidad y la maniobrabilidad. El veredicto fue el siguiente: era factible la fabricación de este tipo de aeronaves en México, había demanda suficiente, era posible su financiamiento, existía infraestructura para la instalación de la empresa y el “avión ideal” quedaba entre el Bárcenas B-01 y el Piper Pawnee 260.
Se construyeron 16 aeronaves entre 1973 y 1982, costando en su último año $52,000 USD (unos 130,000 dólares actuales).

## Cese de producción
En los 70's existían en México 3 fábricas de aviones, sin embargo la SAGARPA autorizó la importación de 130 aviones agrícolas, dejando fuera de competencia a las compañías mexicanas, además el Banco Nacional de Crédito Rural quien ordenó la fabricación de 11 aviones a Anáhuac y Bárcenas para la región de Tehuantepec y finalmente no financió la fabricación de los mismos, entre esas aeronaves, se importaron Embraer EMB 201B de fabricación brasileña a un precie menor que el Bárcenas B-01.

## ASA Chac
Fue una aeronave agrícola desarrollada por el Instituto Politécnico Nacional y Aeropuertos y Servicios Auxiliares y producido por los Talleres de Aeropuertos y Servicios Auxiliares en el Aeropuerto de la Ciudad de México a principios de los 80. En 1981 ASA adquirió la licencia de fabricación del Bárcenas B-01 cuyo diseño solo fue alterado en cuanto al perfil alar, pues en lugar de usar el Perfil Bárcenas se usó un perfil NACA 23012. Se construyeron 3 prototipos de esta aeronave, de los cuales solo el tercero sirvió para producir las 7 aeronaves en serie que tuvieron cliente para su venta, el tercer prototipo fue donado al IPN por parte de ASA el 27 de febrero de 1989 con la condición de que no se comercializaría.

## Accidentes e incidentes

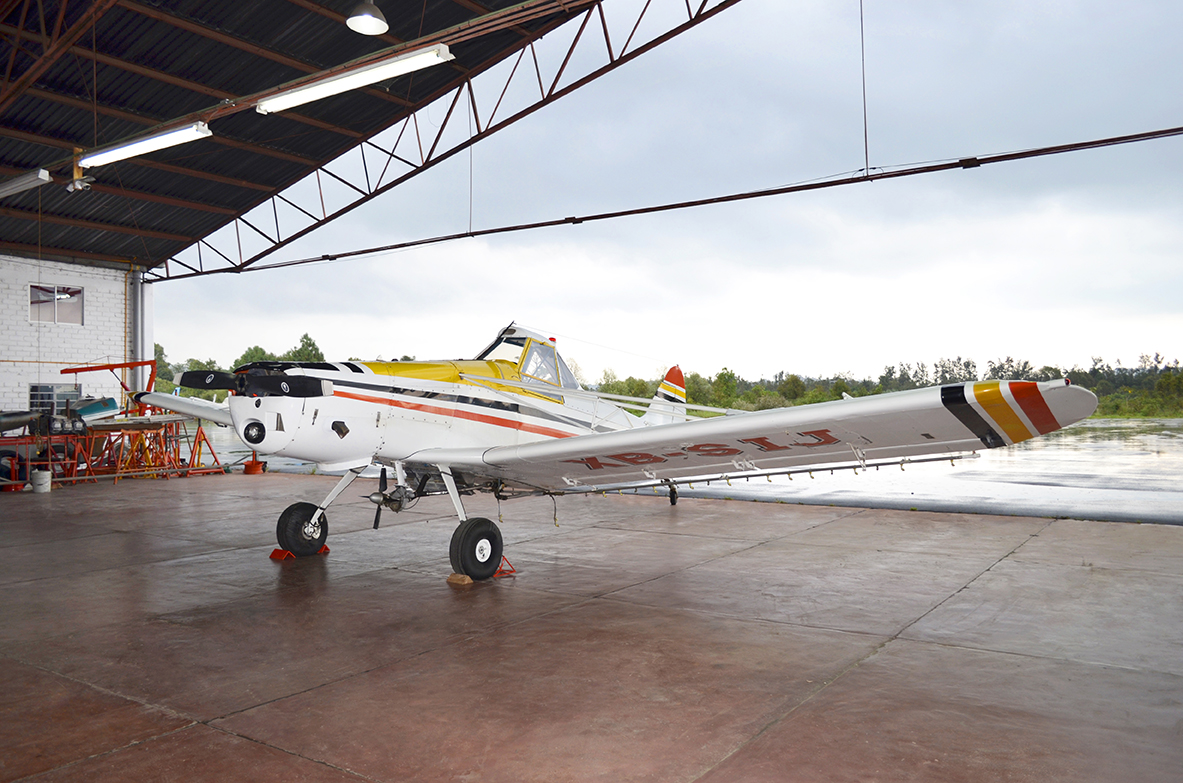
Bárcenas B-01 (XA-SIJ), la cual resultó con daños severos en el accidente del 13 de octubre de 2022.

- El 13 de octubre de 2022 una aeronave Bárcenas B-01 con matrícula XB-SIJ que despegó del Aeródromo de Gabriel Zamora para realizar vuelos de fumigación aérea se precipitó a tierra después de presentar fallas mecánicas, dejando daños graves en la aeronave. El piloto resultó ileso.[7][8]

## Especificaciones
Según las tesis presentadas
Características generales
- Tripulacion: 1
- Capacidad de fumigante: 710 litros (187.5 US Gal.)
- Longitud: 7.5 m (24 ft 7 in)
- Envergadura: 11.0 m (36 ft 1 in)
- Altura: 2.75 m (9 ft 3 in)
- Superficie alar: 17.6 m² (189.4448 ft2)
- Peso vacío: 750 kg
- Peso máximo al despegue: 1,450 kg (3,196 lb)
- Capacidad de combustible: 175 litros (46.2 US Gal)
- Planta motriz: 1 × Lycoming O-540 de 235 HP

Rendimiento
- Velocidad crucero: 138 km/h (75 kn, 85 MPH)
- Alcance: 278 km (150 NMi, 173 Mi)
- Régimen de ascenso: 2.33 m/s (140 m/min, 460 ft/min)